# Tấn Vũ hầu
Tấn Vũ hầu (chữ Hán: 晉武侯), tên thật là Cơ Ninh Tộc (姬寧族), là vị vua thứ ba của nước Tấn - chư hầu nhà Chu trong lịch sử Trung Quốc.
Tấn Vũ hầu là con của Tấn hầu Tiệp – vua thứ hai của nước Tấn.
Trong một lần du ngoạn cùng Chu vương, Tấn Vũ hầu đã được Chu vương ban thưởng.
Sử ký không nêu rõ thời gian ông làm vua nước Tấn bắt đầu và kết thúc khi nào. Các sự kiện lịch sử trong thời gian ông làm vua cũng không rõ. Sau khi ông mất, con ông là Cơ Phục Nhân lên nối ngôi, tức là Tấn Thành hầu.